# Vince Staples (альбом)
Vince Staples — четвёртый студийный альбом американского рэпера Винса Стейплза, вышедший 9 июля 2021 года на лейблах Motown Records и Blacksmith.

## Описание
Продолжительность Vince Staples составляет примерно 22 минуты. Это столько же, сколько длился его предыдущий альбом FM!. Все треки, как и в прошлом релизе, спродюсировал Kenny Beats. Лирика альбома содержит различные отсылки на прошлое рэпера, в том числе и на его жизнь в охваченном преступностью городе Лонг-Бич.

## История
Винс Стейплз опубликовал трек-лист альбома в своём Instagram-аккаунте. До этого он выпустил синглы «Law of Averages» и «Are You With That?» 18 июня и 6 июля 2021 года соответственно.

## Критика
| Совокупная оценка | Совокупная оценка |
| Источник          | Оценка            |
| ----------------- | ----------------- |
| Metacritic        | 92/100            |
| Оценки критиков   |                   |
| Источник          | Оценка            |
| The Guardian      | [ 5 ]             |
| Pitchfork         | 7.3/10            |
| NME               | [ 7 ]             |
| The Independent   | [ 8 ]             |
| Rolling Stone     | [ 9 ]             |
| Clash (magazine)  | 9/10              |
| DIY               | [ 11 ]            |
| Paste Magazine    | 8.2/10            |

Vince Staples был положительно встречен критиками. На сайте Metacritic, который присваивает релизам средний балл на основании отзывов изданий и пользователей, альбом получил 92 балла на основании 5 обзоров. Алексис Петридис из The Guardian дал альбому четыре звезды из пяти. Он выразил мнение, что «особый взгляд на джи-фанк звук из региона исполнителя в сочетании с лирикой, исполненной в форме диалога, делает альбом привлекательным для слушателя». Кианн-Сиан Уильямс из NME также дал альбому четыре звезды из пяти, заявив: «Рэпер из Лонг-Бич сочетает игривые шутки с «тлеющими» битами на своем четвертом альбоме».  Мэтт Митчелл из Paste Magazine поставил альбому 8,2 балла из 10, сославшись на то, что фундамент успеха Стейплза «начинается с основ выживания, в то время как другие рэперы подчёркивают свое восхождение в карьере текстами с длинными строчками о семикомнатных домах, отдыхе на островах и частных самолётах».

## Список композиций
| №   | Название                             | Автор(ы)                                                                                            | Продюсеры                              | Длительность |
| --- | ------------------------------------ | --------------------------------------------------------------------------------------------------- | -------------------------------------- | ------------ |
| 1.  | «Are You With That?»                 | Vincent Staples Kenneth Blume III Jacob Reske                                                       | Kenny Beats Reske                      | 2:18         |
| 2.  | «Law of Average»                     | Staples Blume Reske                                                                                 | Kenny Beats Reske                      | 2:19         |
| 3.  | «Sundown Town»                       | Staples Xavier Herrera Giorgio Ligeon Blume                                                         | Kenny Beats                            | 2:31         |
| 4.  | «The Shining»                        | Staples Blume James Colwell Harper Gordon                                                           | Kenny Beats WahWah James Harper Gordon | 2:40         |
| 5.  | «Taking Trips»                       | Staples Blume Ahmanti Booker Doris Bright                                                           | Kenny Beats Monte Booker               | 2:37         |
| 6.  | «The Apple & the Tree»               | Staples Blume Thomas Martin Rory McDougall Michael Meagher Justin Marshall Simon Marvin Paul Bender | Kenny Beats                            | 1:08         |
| 7.  | «Take Me Home» (при участии Fousheé) | Staples Brittany Fousheé Blume Martin McDougall Meagher Marshall Marvin Bender                      | Kenny Beats                            | 2:47         |
| 8.  | «Lil Fade»                           | Staples Blume Majrooh Sultanpuri Rajesh Roshan                                                      | Kenny Beats                            | 2:12         |
| 9.  | «Lakewood Mall (Free Pac Slimm)»     | Staples Blume Chuck Sibit                                                                           | Kenny Beats                            | 1:17         |
| 10. | «Mhm»                                | Staples Blume Nils Noehden                                                                          | Kenny Beats Nils                       | 2:12         |

Примечания
- Все треки стилизованы заглавными буквами. Например, название «Are You With That?» стилизовано как «ARE YOU WITH THAT?»

## Участники записи
Список взят из Tidal.
- Винс Стейплс – вокал
- Мишель Манчини – мастеринг-инженер
- Менни Мерроквин – микс-инженер
- Kenny Beats – инженер звукозаписи
- Энтони Уилчис – ассистент миксера
- Крис Гэлланд – ассистент миксера
- Джереми Инэйбр – ассистент миксера
- Зак Перейра – ассистент миксера
- Mama – вокал (6)
- Fousheé – вокал (7)
- Tyson – вокал (9)